# 2589 Daniel
2589 Daniel (1979 QU2) là một tiểu hành tinh vành đai chính được phát hiện ngày 22 tháng 8 năm 1979 bởi Lagerkvist, C.-I. ở La Silla.